# Ivan Engnell
Karl Ivan Alexander Engnell, född 12 december 1906 i Linköping, död 10 januari 1964 i Uppsala domkyrkoförsamling, Uppsala, var en svensk teolog. 
Engnell blev filosofie kandidat vid Uppsala universitet 1933, teologie kandidat 1934, teologie licentiat 1940, teologie doktor och docent i Gamla testamentets exegetik 1943, professor i exegetisk teologi vid Lunds universitet 1947 och i exegetik vid Uppsala universitet samma år. Han innehade lärarförordnanden 1936–1938 och vid Fjellstedtska skolan från 1940 samt genomförde utrikes studieresor. Engnell var ledamot av Nathan Söderblom-sällskapet (från 1943), American Oriental Society, Society for Old Testament Study, Society of Biblical Literature and Exegesis och International Organization of Old Testament Scholars. Han blev inspektor för Gotlands nation 1949. Engnell utgav flera vetenskapliga skrifter, bland annat Studies in divine kingship in the ancient Near East (1943), Gamla Testamentet, en traditionshistorisk inledning (1945) och Svenskt bibliskt uppslagsverk (utgivare och huvudförfattare) I (1948), II (1952) samt artiklar i dags- och fackpress. Ivan Engnell är begravd på Uppsala gamla kyrkogård.